# Ehecachichtli

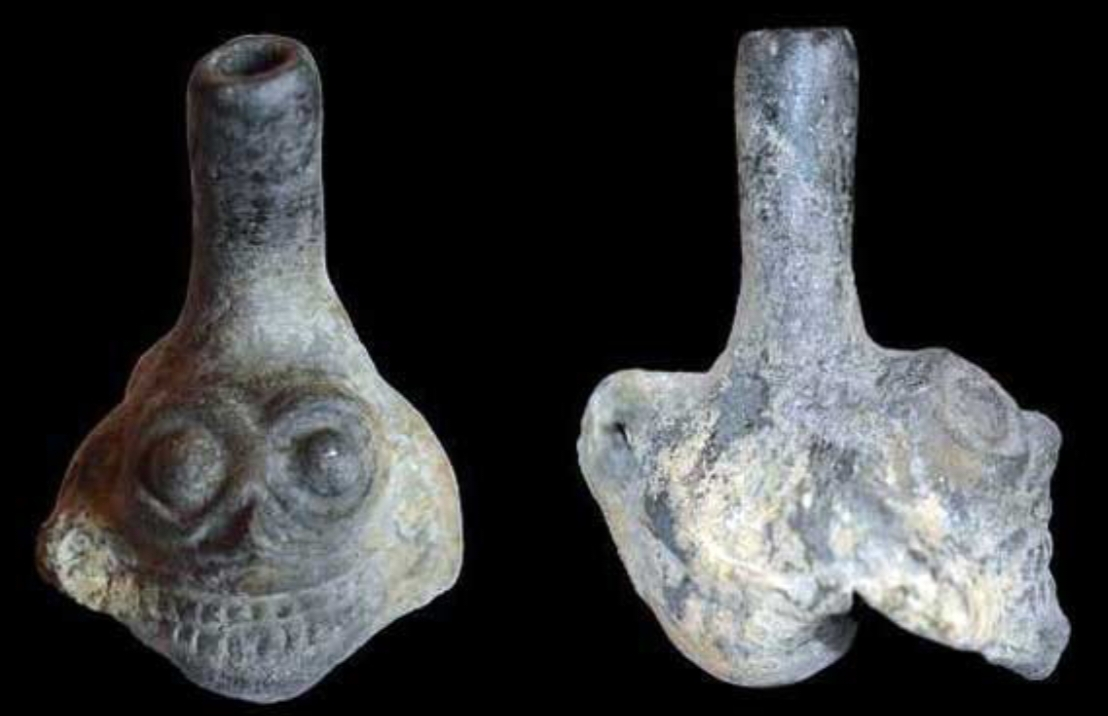

L'Ehecachichtli è un fischietto un tempo utilizzato dagli Aztechi. Si pensa che lo strumento, in grado di emettere un suono simile a un grido, fosse adoperato durante i sacrifici umani celebrati dagli Aztechi, per accompagnare nell'Aldilà l'anima del defunto e celebrare il dio del vento Ehecatl; secondo un'ipotesi più dibattuta, invece, sarebbe stato adoperato in battaglia per spaventare e disorientare i nemici.

## Etimologia e storia
Ehecachichtli è un termine in lingua nahuatl che è composto dalle parole "Ehecatl" e chichtli, traducibile in "fischietto". Date le sue ipotetiche origini del suo impiego in ambiti rituali, l'oggetto è conosciuto anche come "fischietto azteco della morte", un nome usato per la prima volta negli anni novanta dall'archeologo Roberto Velázquez Cabrera.
Gli Ehecachichtli, che risalgono a un'epoca tra il 700 e l'800 d.C., erano diffusi in molte zone del Messico antico.
Questi manufatti sono stati oggetto di analisi da parte di storici, archeologi e accademici a partire dagli anni settanta, quando iniziò a occuparsene lo storico José Luis Franco. Nel 1999 destò grande interesse il rinvenimento di due Ehecachichtli raffiguranti il dio dei morti Mictlantecuhtli collocati nelle mani dello scheletro di un ventenne senza testa, i cui resti erano stati deposti in un tempio dedicato al dio azteco del vento Ehecatl, nel sito di Tlatelolco, a Città del Messico. Si pensò inizialmente che fossero dei giocattoli, ma, quindici anni dopo, quando gli scienziati provarono a utilizzarne uno, l'oggetto emise un suono terrificante.

## Descrizione
L'Ehecachichtli è un aerofono di piccole dimensioni (5 cm circa), in argilla o ceramica, appartenente a una più grande famiglia di strumenti messicani in grado di riprodurre il suono di animali, oppure quello del vento e della tempesta. Sono di solito modellati a guisa di teschio; secondo José Luis Franco, ne sarebbero stati realizzati anche alcuni a forma di gufo, un animale spesso correlato, sul piano simbolico e iconografico, alla morte.

### Acustica
Quando viene suonato, il fischietto emette un suono acuto, a una frequenza di circa 1 000 hertz, talvolta spaventoso, che ricorda tanto un grido quanto il sibilo del vento. Ciò avviene perché, al suo interno, è presente una piccola "camera" arrotondata, che altera il suono prima che esso fuoriesca da un secondo foro. Non è chiaro se la somiglianza della struttura interna dell'ehecachichtli con la laringe umana sia voluta o casuale. È possibile modularne il suono tramite delle aperture supplementari.

## Possibili usi

### Scopi religiosi
È possibile che gli Ehecachichtli fossero oggetti rituali adoperati durante i sacrifici umani degli schiavi per evocare e celebrare, col loro suono, il dio dei venti Ehecatl, spesso associati alla morte. Tra i fattori che rafforzano l'ipotesi vi è la qualità del suono emesso dall'oggetto, che richiama il sibilo della corrente; vi sono poi diverse immagini, una delle quali raffigurata nel Codice Borgia, nelle quali il dio è rappresentato insieme al dio azteco dei morti Mictlantecuhtli, nonché la credenza secondo cui l'oltretomba fosse un luogo sinistro e ventoso. Esistono inoltre testimonianze dirette che sembrano confermare questa congettura; nel Codice fiorentino viene menzionato il loro uso nelle ritualità dei sacrifici umani. L'esperto di occulto Lewis Spence riporta di un avvenimento accaduto durante la cerimonia di Toxcatl:
 Qualcuno sostiene l'idea che fossero talismani destinati a proteggere le vittime sacrificali nel loro viaggio verso l'Aldilà.

### Scopi militari
Meno probabile è la possibilità che il rumore assordante dei fischietti venisse usato in guerra per confondere i nemici. La congettura si basa sulle documentazioni dirette dei conquistadores secondo le quali, durante alcune battaglie, gli indigeni americani fecero uso di strumenti musicali ricavati da gusci di animali. Tuttavia, a rendere meno plausibile tale ipotesi è l'assenza di rinvenimenti di salme di guerrieri aztechi adornate al collo con degli Ehecachichtli, ma anche le dimensioni ridotte di tali oggetti, che li rendono incapaci di produrre volumi di suono davvero spaventevoli.

### Altre ipotesi
Altri ancora avanzano l'ipotesi che i fischietti della morte avessero anche delle finalità terapeutiche e servissero a raggiungere stati alterati di coscienza.
Oggigiorno, delle repliche di tali oggetti sono utilizzate a scopo dimostrativo, accademico e per produrre alcuni effetti sonori nei film dell'orrore.